# Mokřad u Slováckých strojíren
Mokřad u Slováckých strojíren je přírodní památka v okrese Uherské Hradiště v katastrálním území města Uherský Brod a obce Nivnice ve Zlínském kraji. Nachází se v bezprostřední blízkosti podniku Slovácké strojírny a silnice II/490. Území je zařazeno mezi evropsky významné lokality Natura 2000. Je ve správě Agentury ochrany přírody a krajiny ČR.

## Předmět ochrany
Předmětem ochrany je populace kuňky žlutobřiché (Bombina variegata).